# Wildenhain (Mockrehna)
Wildenhain is een plaats in de gemeente Mockrehna, Saksen. Tot 1999 was Wildenhain een zelfstandige gemeente. De eerste vermelding van de plaats dateert van 1314.